# Henry Brandon (attore)
Henry Brandon, nato Heinrich von Kleinbach (Berlino, 8 giugno 1912 – Los Angeles, 15 febbraio 1990), è stato un attore tedesco naturalizzato statunitense.

## Biografia
Migrato negli Stati Uniti con i genitori fin da bambino, frequentò l'Università di Stanford e ricevette la formazione di attore teatrale. Il suo debutto cinematografico fu nel film Nel paese delle meraviglie (1934), con protagonisti Stan Laurel ed Oliver Hardy. Continuò a recitare fino al 1989, spegnendosi l'anno successivo per arresto cardiaco. Dopo i funerali, il corpo di Brandon venne cremato.

## Filmografia parziale

### Cinema
- Nel paese delle meraviglie (March of the Wooden Soldiers), regia di Gus Meins e Charley Rogers (1934)
- Il giardino di Allah (The Garden of Allah), regia di Richard Boleslawski (1936)
- Il sentiero del pino solitario (The Trail of the Lonesome Pine), regia di Henry Hathaway (1936)
- Our Gang Follies of 1938, regia di Gordon Douglas (1937)
- Tre camerati (Three Comrades), regia di Frank Borzage (1938)
- Beau Geste, regia di William A. Wellman (1939)
- La storia di Edith Cavell (Nurse Edith Cavell), regia di Herbert Wilcox (1939)
- The Ranger and the Lady, regia di Joseph Kane (1940)
- Condannato a morte (Doomed to Die), regia di William Nigh (1940)
- Il figlio di Montecristo (The Son of Monte Cristo), regia di Rowland V. Lee (1940)
- Under Texas Skies, regia di George Sherman (1941)
- Bad Man of Deadwood, regia di Joseph Kane (1941)
- Giovanna d'Arco (Joan of Arc), regia di Victor Fleming (1948)
- La strega rossa (Wake of the Red Witch), regia di Edward Ludwig (1948)
- Tarzan e la fontana magica (Tarzan's Magic Fountain), regia di Lee Sholem (1949)
- Il fuggiasco di Santa Fè (Cattle Drive), regia di Kurt Neumann (1951)
- Jeff, lo sceicco ribelle (Flame of Araby), regia di Charles Lamont (1951)
- Il conquistatore del West (Wagons West), regia di Ford Beebe (1952)
- L'angelo scarlatto (Scarlet Angel), regia di Sidney Salkow (1952)
- I pirati della Croce del Sud (Hurricane Smith), regia di Jerry Hopper (1952)
- Pony Express, regia di Jerry Hopper (1953)
- Tarzan e i cacciatori d'avorio (Tarzan and the She-Devil), regia di Kurt Neumann (1953)
- Il maggiore Brady (War Arrow), regia di George Sherman (1953)
- Morti di paura (Scared Stiff), regia di George Marshall (1953)
- La guerra dei mondi (The War of the Worlds), regia di Byron Haskin (1953)
- Occhio alla palla (The Caddy), regia di Norman Taurog (1953)
- Un pizzico di follia (Knock on Wood), regia di Melvin Frank e Norman Panama (1954)
- La grande notte di Casanova (Casanova's Big Night), regia di Norman Z. McLeod (1954)
- Vera Cruz, regia di Robert Aldrich (1954)
- Lady Godiva (Lady Godiva of Coventry), regia di Arthur Lubin (1955)
- Sentieri selvaggi (The Searchers), regia di John Ford (1956)
- La saga dei comanches (Comanche), regia di George Sherman (1956)
- Bandido, regia di Richard Fleischer (1956)
- I dieci comandamenti (The Ten Commandments), regia di Cecil B. DeMille (1956)
- Le avventure e gli amori di Omar Khayyam (Omar Khayyam), regia di William Dieterle (1957)
- Prigionieri dell'Antartide (The Land Unknown), regia di Virgil W. Vogel (1957)
- I quattro cavalieri del terrore (Hell's Crossroads), regia di Franklin Adreon (1957)
- I bucanieri (The Buccaneer), regia di Anthony Quinn (1958)
- La signora mia zia (Auntie Mame), regia di Morton DaCosta (1958)
- Il grande pescatore (The Big Fisherman), regia di Frank Borzage (1959)
- Cavalcarono insieme (Two Rode Together), regia di John Ford (1961)
- Capitan Sinbad (Captain Sinbad), regia di Byron Haskin (1963)
- Distretto 13 - Le brigate della morte (Assault on Precinct 13), regia di John Carpenter (1976)
- Il piccolo campione (Run for the Roses), regia di Henry Levin (1977)
- Essere o non essere (To Be or Not to Be), regia di Alan Johnson (1983)
- Il regno dei malvagi stregoni (Wizards of the Lost Kingdom II), regia di Charles B. Griffith (1989)

### Televisione
- Lights Out – serie TV, episodio 2x17 (1950)
- Have Gun - Will Travel – serie TV, episodio 1x14 (1957)
- The Court of Last Resort – serie TV, episodio 1x11 (1957)
- The Restless Gun – serie TV, episodio 1x09 (1957)
- Il tenente Ballinger (M Squad) – serie TV, episodio 1x01 (1957)
- Carovane verso il West (Wagon Train) – serie TV, 6 episodi (1957-1961)
- Westinghouse Desilu Playhouse – serie TV, episodio 1x02 (1958)
- The Texan – serie TV, episodio 1x37 (1959)
- Bourbon Street Beat – serie TV, episodio 1x04 (1959)
- Lock-Up – serie TV, episodio 1x16 (1960)
- General Electric Theater – serie TV, episodio 8x22 (1960)
- Maverick – serie TV, episodio 4x07 (1960)
- Indirizzo permanente (77 Sunset Strip) – serie TV, 2 episodi (1960-1962)
- Gunslinger – serie TV, episodio 1x11 (1961)
- Avventure in paradiso (Adventures in Paradise) – serie TV, episodi 2x21-3x09 (1961)
- Whispering Smith – serie TV, episodio 1x12 (1961)
- Honey West – serie TV, episodio 1x04 (1965)
- Get Smart – serie TV, episodio 1x03 (1965)
- Branded – serie TV, episodio 2x07 (1965)
- La signora in giallo (Murder, She Wrote) – serie TV, episodio 3x13 (1987)

## Doppiatori italiani
- Renato Turi in Un pizzico di follia, Vera Cruz
- Giorgio Capecchi in Nel paese delle meraviglie
- Glauco Onorato in Sentieri selvaggi
- Bruno Persa in Bandido
- Massimo Turci in La signora mia zia